# 燕妮·里斯韦德斯
燕妮·里斯韦德斯（瑞典語：Jenny Rissveds，1994年6月6日—）生于法伦，是一名瑞典女子自行车运动员，主攻山地自行车。她曾在2016年里约奥运获得山地自行车女子越野赛金牌。2017年，她因为家庭的一些变故而患上抑郁，之后她于2018年2月决定暂别赛场。同年5月，她重新开始训练，两个月后，她获得复出后的首个全国冠军。